# Discographie de Massive Attack

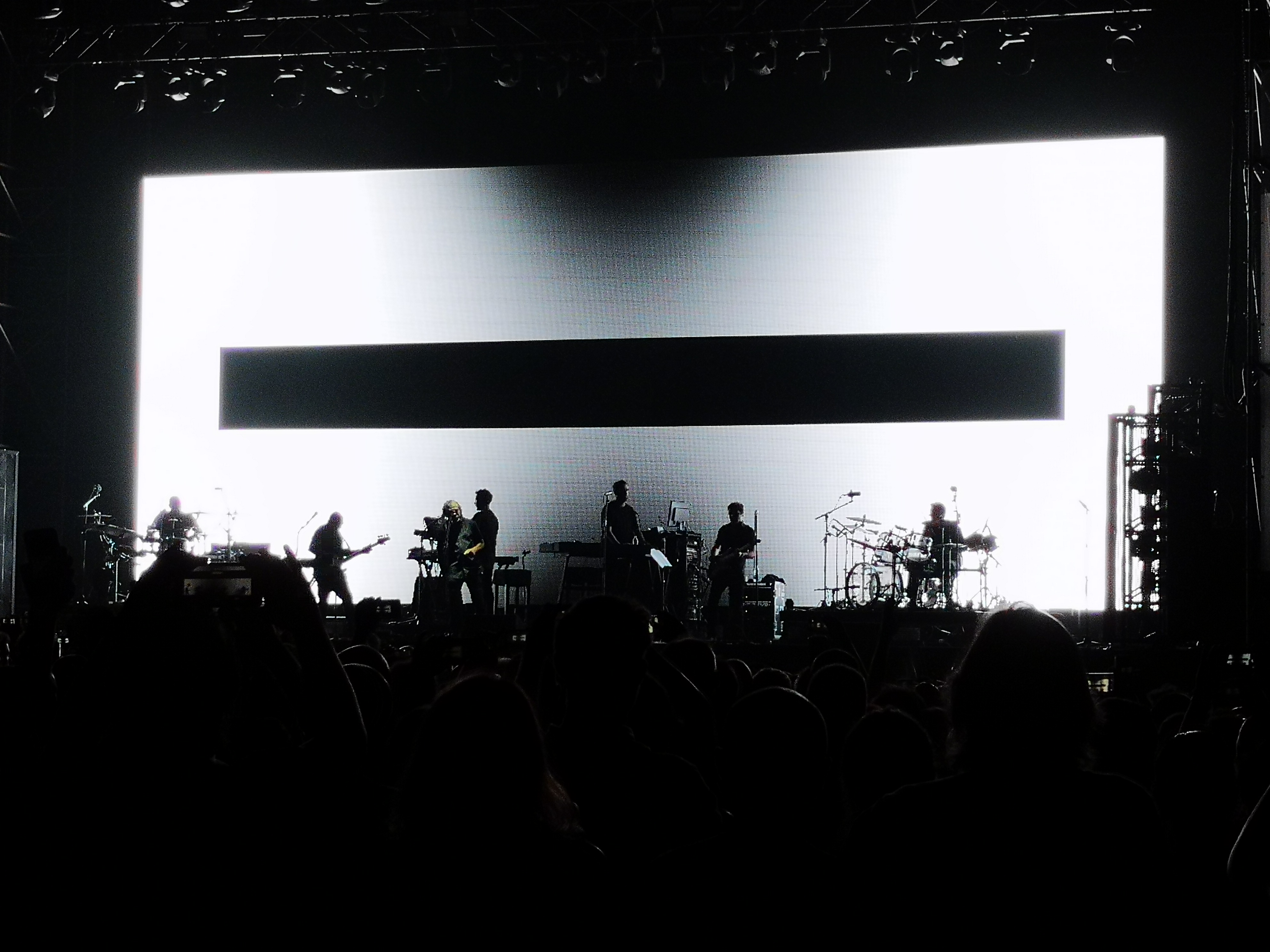
Massive Attack en concert en 2018

Cet article présente une discographie la plus exhaustive possible du groupe Massive Attack.

## Discographie

### Albums
- 1991 : Blue Lines
- 1994 : Protection
- 1998 : Mezzanine
- 2003 : 100th Window
- 2010 :  Heligoland

### Singles et EP
- 1988 : Any Love
- 1990 : Daydreaming
- 1991 : Unfinished Sympathy
- 1991 : Safe from Harm
- 1992 : Massive Attack EP (également connu sous son titre principal, Hymn of the Big Wheel)
- 1992 : Be Thankful for What You've Got
- 1994 : Sly
- 1995 : Protection
- 1995 : Karmacoma
- 1997 : Risingson
- 1998 : Teardrop
- 1998 : Angel
- 1998 : Inertia Creeps
- 2003 : Special Cases
- 2003 : Butterfly Caught
- 2006 : Live with Me
- 2006 : False Flags
- 2009 : Splitting The Atom EP
- 2010 : Atlas Air
- 2011 : Four Walls / Paradise Circus (vs Burial)[1]
- 2016 : Ritual Spirit EP
- 2016 : The Spoils
- 2016 : Dear Friend[2]
- 2020 : Eutopia

### Vidéos
- 1990 : Daydreaming (Baillie Walsh)
- 1991 : Unfinished Sympathy (Baillie Walsh)
- 1991 : Safe from Harm (Baillie Walsh)
- 1991 : Be Thankful for What You've Got (Baillie Walsh)
- 1994 : Sly (Stéphane Sednaoui)
- 1995 : Protection (Michel Gondry)
- 1995 : Karmacoma (Jonathan Glazer)
- 1997 : Risingson (Walter Stern)
- 1998 : Teardrop (Walter Stern)
- 1998 : Angel (Walter Stern)
- 1998 : Inertia Creeps (W.I.Z.)
- 2003 : Special Cases (2 versions) (H5)
- 2003 : Butterfly Caught (Daniel Levi)
- 2006 : False Flags (Paul Gore)
- 2006 : Live with Me (Jonathan Glazer)
- 2006 : False flags (Paul Gore)
- 2009 : United Snakes (United Visual Artists)
- 2009 : Splitting the atom (Baillie Walsh)
- 2009 : Paradise Circus (Toby Dye)
- 2010 : Splitting the atom (Edouard Salier)
- 2010 : Flat of the blade (Ewen Spencer)
- 2010 : Saturday come slow (Adam Broomberg, Oliver Chanarin)
- 2010 : Psyche (Dougal Wilson)
- 2010 : Psyche (John Downer)
- 2010 : Atlas Air (Edouard Salier)
- 2010 : Pray for Rain (Jake Scott)
- 2016 : Take it there (Hiro Murai)
- 2016 : Voodoo in my blood (Ringan Ledwidge)
- 2016 : Ritual Spirit (Medium, Robert Del Naja)
- 2016 : Come Near Me (Ed Morris)
- 2016 : The Spoils (John Hillcoat)

### Compilations et remixes
- 1998 : Singles 90/98 (compilation de tous les singles du groupe de 1990 à 1998)
- 2006 : Collected (compilation)
- 2018 : Mezzanine (20th Anniversary Reissue)

### Divers
- 1995 : No Protection (version dub de Protection par Mad Professor)
- 2004 : Danny the Dog (bande originale du film)
- 2004 : DJ-Kicks : Daddy G (compilation individuelle de Grant Marshall)

## Titres individuels
| Titre                                |  | Origine                                         | Chanteurs                                                             |
| ------------------------------------ |  | ----------------------------------------------- | --------------------------------------------------------------------- |
| A Prayer for England                 |  | 100th Window                                    | Sinéad O'Connor                                                       |
| Aftersun                             |  | Danny the Dog                                   | Dot Allison                                                           |
| Angel                                |  | Mezzanine                                       | Horace Andy                                                           |
| Antistar                             |  | 100th Window                                    | Robert Del Naja                                                       |
| Any Love                             |  | Any Love                                        | Tony Brian                                                            |
| Atlas Air                            |  | Heligoland                                      | Robert Del Naja                                                       |
| Atta Boy                             |  | Danny the Dog                                   | Instrumental                                                          |
| Babel                                |  | Heligoland                                      | Martina Topley-Bird                                                   |
| Be Thankful for What You've Got      |  | Blue Lines                                      | Tony Brian                                                            |
| Better Things                        |  | Protection                                      | Tracey Thorn                                                          |
| Black Milk                           |  | Mezzanine                                       | Elizabeth Fraser                                                      |
| Blue Lines                           |  | Blue Lines                                      | Adrian Thaws, Robert Del Naja, Grant Marshall                         |
| Brave New World And Score            |  | Bullet boy (en)                                 | Instrumental                                                          |
| Bullet boy                           |  | Bullet boy (en)                                 | Instrumental                                                          |
| Butterfly Caught                     |  | 100th Window                                    | Robert Del Naja                                                       |
| Collar Stays On                      |  | Danny the Dog                                   | Instrumental                                                          |
| Come near me                         |  | The Spoils                                      | Ghostpoet (en)                                                        |
| Confused Images                      |  | Danny the Dog                                   | Instrumental                                                          |
| Danny the Dog                        |  | Danny the Dog                                   | Instrumental                                                          |
| Daydreaming                          |  | Blue Lines                                      | Shara Nelson, Robert Del Naja, Adrian Thaws, Grant Marshall           |
| Dead Editors                         |  | Ritual Spirit                                   | Roots Manuva                                                          |
| Dear Friend                          |  | Dear Friend                                     | James Massiah                                                         |
| Dissolved Girl                       |  | Mezzanine                                       | Sarah Jay Hawley                                                      |
| Eurochild                            |  | Protection                                      | Robert Del Naja, Adrian Thaws                                         |
| Euro zero zero                       |  | Teardrop                                        | Robert Del Naja, Adrian Thaws                                         |
| Everybody's Got a Family             |  | Danny the Dog                                   | Instrumental                                                          |
| Everything About You Is New          |  | Danny the Dog                                   | Instrumental                                                          |
| Everywhen                            |  | 100th Window                                    | Horace Andy                                                           |
| Exchange                             |  | Mezzanine                                       | Instrumentale                                                         |
| (Exchange)                           |  | Mezzanine                                       | Horace Andy                                                           |
| False Flags                          |  | Collected                                       | Robert Del Naja                                                       |
| Five Man Army                        |  | Blue Lines                                      | Adrian Thaws, Willy Wee, Grant Marshall, Robert Del Naja, Horace Andy |
| Flat of the blade                    |  | Heligoland                                      | Guy Garvey                                                            |
| Future Proof                         |  | 100th Window                                    | Robert Del Naja                                                       |
| Girl I Love You                      |  | Heligoland                                      | Horace Andy                                                           |
| Group Four                           |  | Mezzanine                                       | Robert Del Naja, Elizabeth Fraser                                     |
| Heat Miser                           |  | Protection                                      | Instrumentale                                                         |
| Home of the Whale                    |  | Massive Attack EP                               | Caroline Lavelle                                                      |
| Hymn of the Big Wheel                |  | Blue Lines                                      | Horace Andy                                                           |
| I Against I                          |  | I Against I                                     | Dante Terrell Smith                                                   |
| I Am Home                            |  | Danny the Dog                                   | Instrumental                                                          |
| I Want You                           |  | Inner City Blues: The Music of Marvin Gaye (en) | Madonna                                                               |
| Joy Luck Club                        |  | Collected                                       | Liz Frazer                                                            |
| Inertia Creeps                       |  | Mezzanine                                       | Robert Del Naja                                                       |
| Joy Luck Club                        |  | Collected                                       | Debbie Clare                                                          |
| Just a Matter of Time                |  | Just a Matter of Time                           | Shara Nelson, Robert Del Naja, Grant Marshall                         |
| Karmacoma                            |  | Protection                                      | Adrian Thaws, Robert Del Naja                                         |
| Kill the DJ                          |  | Peeping Tom                                     | Mike Patton                                                           |
| Lately                               |  | Blue Lines                                      | Shara Nelson                                                          |
| Light My Fire                        |  | Protection                                      | Horace Andy                                                           |
| Live with Me                         |  | Collected                                       | Terry Callier                                                         |
| Man Next Door                        |  | Mezzanine                                       | Horace Andy                                                           |
| Mezzanine                            |  | Mezzanine                                       | Robert Del Naja, Grant Marshall                                       |
| Montage                              |  | Danny the Dog                                   | Instrumental                                                          |
| Name Taken                           |  | 100th Window                                    | Horace Andy                                                           |
| Nature Boy                           |  | Moulin Rouge                                    | David Bowie                                                           |
| Nature of Threat                     |  | Inédite                                         | Robert Del Naja                                                       |
| One Day at a Time                    |  | Ordinary Decent Criminal                        | Damon Albarn                                                          |
| One Love                             |  | Blue Lines                                      | Horace Andy                                                           |
| One Thought at a Time                |  | Danny the Dog                                   | Instrumental                                                          |
| Opening Title                        |  | Danny the Dog                                   | Instrumental                                                          |
| Paradise Circus                      |  | Heligoland                                      | Hope Sandoval                                                         |
| P Is for Piano                       |  | Danny the Dog                                   | Instrumental                                                          |
| Polaroid Girl                        |  | Danny the Dog                                   | Instrumental                                                          |
| Pray for rain                        |  | Heligoland                                      | Tunde Adebimpe                                                        |
| Protection                           |  | Protection                                      | Tracey Thorn                                                          |
| Psyche                               |  | Heligoland                                      | Martina Topley-Bird                                                   |
| Red Light Means Go                   |  | Danny the Dog                                   | Instrumental                                                          |
| Reflection                           |  | Inertia Creeps                                  | Robert Del Naja                                                       |
| Right Way to Hold a Spoon            |  | Danny the Dog                                   | Instrumental                                                          |
| Risingson                            |  | Mezzanine                                       | Robert Del Naja, Grant Marshall                                       |
| Ritual Spirit                        |  | Ritual Spirit                                   | Azekel                                                                |
| Rush Minute                          |  | Heligoland                                      | Robert Del Naja                                                       |
| Safe from Harm                       |  | Blue Lines                                      | Shara Nelson, Robert Del Naja                                         |
| Sam                                  |  | Danny the Dog                                   | Instrumental                                                          |
| Saturday come slow                   |  | Heligoland                                      | Damon Albarn                                                          |
| Silent Springs                       |  | Collected                                       | Elizabeth Fraser                                                      |
| Simple Rules                         |  | Danny the Dog                                   | Instrumental                                                          |
| Sly                                  |  | Protection                                      | Nicolette Suwoton                                                     |
| Small Time Shot Away                 |  | 100th Window                                    | Robert Del Naja                                                       |
| Special Cases                        |  | 100th Window                                    | Sinéad O'Connor                                                       |
| Splitting the Atom                   |  | Heligoland                                      | Robert Del Naja, Grant Marshall, Horace Andy                          |
| Spying Glass                         |  | Protection                                      | Horace Andy                                                           |
| Superpredators                       |  | The Jackal                                      | Instrumental                                                          |
| Sweet Is Good                        |  | Danny the Dog                                   | Instrumental                                                          |
| Take it there                        |  | Ritual Spirit                                   | Tricky, Robert Del Naja                                               |
| Teardrop                             |  | Mezzanine                                       | Elizabeth Fraser                                                      |
| The Academy                          |  | Danny the Dog                                   | Instrumental                                                          |
| The Dog Obeys                        |  | Danny the Dog                                   | Instrumental                                                          |
| The Hunter Gets Captured by the Game |  | Batman Forever                                  | Tracey Thorn                                                          |
| The Spoils                           |  | The Spoils                                      | Hope Sandoval                                                         |
| Three                                |  | Protection                                      | Nicolette Suwoton                                                     |
| Two Rocks and a Cup of Water         |  | Danny the Dog                                   | Instrumentale                                                         |
| Unfinished Sympathy                  |  | Blue Lines                                      | Shara Nelson                                                          |
| United Snakes                        |  | False Flags                                     | Robert Del Naja                                                       |
| Untitled                             |  | 100th Window                                    | Instrumental                                                          |
| (Untitled)                           |  | Crush                                           | Instrumental                                                          |
| Voodoo in my blood                   |  | Ritual Spirit                                   | Young Fathers                                                         |
| Weather Storm                        |  | Protection                                      | Instrumental                                                          |
| What Your Soul Sings                 |  | 100th Window                                    | Sinéad O'Connor                                                       |
| Wire                                 |  | Welcome to Sarajevo                             | Sarah Jay Hawley                                                      |
| You've Never Had a Dream             |  | Danny the Dog                                   | Instrumental                                                          |